# Axel Ludvig Rappe
Axel Ludvig Rappe, född 22 september 1800 på Tagels gård, död 10 januari 1875 på sitt gods Christinelund, var en svensk friherre, kammarherre,  militär  och landshövding.
Rappe var överstelöjtnant vid Kronobergs regemente från 8 maj 1849 och överste för Upplands regemente 13 februari 1854.
Han utsågs till landshövding i Kristianstads län 13 januari 1860 vilken tjänst han lämnade 24 augusti 1866.
Han utsågs till kammarherre 1833. Han blev riddare av Svärdsorden 28 april 1848, kommendör av Dannebrogorden 1860 och kommendör av Nordstjärneorden 28 januari 1862.
Han var gift med Lisette Emilia Augusta Björnstjerna (1809–1900) och hade med henne sex barn, bland dem Axel och Ludvig Rappe.